# USA Boxing
Das USA Boxing ist der US-amerikanische Dachverband des Amateurboxens und ist Mitglied des nationalen Olympischen Komitees der Vereinigten Staaten. Bis April 2023 war USA Boxing Mitglied des Weltverbandes IBA, um sich dann dem neu gegründeten Weltverband World Boxing anzuschließen.
Das USA Boxing, früher bekannt als United States Amateur Boxing Federation, fördert das Olympische Boxen in den USA, richtet seit 1891 die United States national amateur boxing championships (US-amerikanische Meisterschaften), die früher United States National Championships (AAU Tournament) genannt wurden, aus und hat sein Hauptsitz in der zweitgrößten Stadt des US-Bundesstaates Colorado Colorado Springs. Zudem  förderte der Verband das USA Knockouts Team in der World Series of Boxing.
Erst im Jahre 1993 hob der Verband offiziell das Verbot des Frauenboxens auf.